# Медресе Гази Хусрев-бега
Медресе Гази Хусрев-бега (босн. Gazi Husrev-begova medresa) — медресе в городе Сараево, столице Боснии и Герцеговины. Основана в 1537 году Гази Хусрев-бегом. Является старейшим учебным заведением в Боснии и Герцеговины.

## История
В первой половине XVI века санджак-беем Боснийского санджака являлся Гази Хусрев-бег (1480—1541). Он внёс большой вклад в развитие инфраструктуры Сараева. 8 января 1537 года Гази Хусрев-бег основал городское медресе, которое ныне носит его имя.
Здание медресе является поливалентным. Его центральная часть отведена под учебные аудитории, а по бокам находятся жилые комнаты. Здание медресе расположено в центре города и было построено по проекту ведущего архитектора Османской империи той эпохи, перса Аджема Эзир-Али. Строили здание мастера из Дубровника, а также местные строители. Медресе сооружено из камня в константинопольском стиле, а крыша была покрыта свинцом. Компактное, гармоничное и монументальное здание стало одним из символов Сараева. Последующие реконструкции здания в целом сохраняли его оригинальный стиль.
Профессора медресе отбирались на основании строгих критериев, прописанных Гази Хусрев-бегом. Работа в медресе была очень привлекательной, поэтому на неё претендовали множество преподавателей, среди которых были арабы, турки, албанцы и босняки. В медресе были современные классы, хорошее питание и комфортные условия проживания для учащихся. Благодаря высокому стандарту образования, выпускники медресе в дальнейшем делали удачную карьеру. Среди них были судьи, генералы, имамы, муфтии, профессора, учёные, академики, мэры, дипломаты, министры и чиновники.
Медресе Гази Хусрев Бея поделено на два здания: мужское и женское медресе со всеми необходимыми учебными аудиториями. Также имеется мужское и женское общежития.